# Воден орган
Воден орган или хидравличен орган, в древните времена наричан хидравлис (на латински: hydraulis) или хидраула (hydraula) (на френски: hydraulique) е музикален инструмент от групата на клавишните инструменти.
Считан за първия предшественик на съвременния църковен орган. Това е вид тръбен орган, задействан с вода от естествен източник (например водопад), която попада в специални камери, наречени аеоли и изтласква въздуха под налягане от там към тръбите. Водната струя има и друга роля – тя задвижва барабан с предварително програмираната мелодия.
Създател на органа е гръцкият инженер Ктесибий от Александрия, който създава инструмента през 3 век пр.н.е. Инструментът добива популярност както в Древен Рим, така и в Древна Гърция. Използван е предимно за акомпаниране по време на представления. Водният орган просъществува 2-3 века, тъй като след 2 век пр.н.е. хидравличната система започва да бъде измествана от мяха.
Хидраула се състоял от една редица различно настроени тръби. В самото начало те са били 24 на брой, а по-късно броят им се увеличава. Въздухът достига до тръбите чрез воден натиск. Вместо клавиши се използват примитивни клапи. През първите столетия на новата ера този инструмент е силно разпространен в латинския свят, Галия, Панония. Негови изображения се намират върху много мозайки, саркофази, статуи и др. След 3 век постепенно е изместен от пневматичния орган, а в края на 8 и началото на 9 век напълно изчезва. За развитието и употребата на инструмента свидетелстват множество релефи, изображения и описания. Системата, подаваща въздух, е подробно описана от Витрувий и Херон. За организацията и материала на тръбите, а така също и за устройството на клавиатурата се знае от откритите образци от такива инструменти. Първият воден орган е открит в древния римски град Аквинкум през 1931, а вторият - в гръцкия Дион през 1992. Откритите останки създават ясна картина за цялостното устройство на инструментите, а след това дори се създават работещи точни техни копия.